# Аеропорт Кельн/Бонн (станція)
50°52′44″ пн. ш. 7°07′09″ сх. д. / 50.8789° пн. ш. 7.11917° сх. д.
Аеропорт Кельн/Бонн (нім. Köln/Bonn Flughafen) — залізнична станція аеропорту Кельн/Бонн, земля Північний Рейн-Вестфалія, Німеччина. Побудована у складі високошвидкісної залізниці Кельн-Франкфурт, відкрита в червні 2004 року на відгалуженні від основної магістралі. Обслуговується Intercity-Express (ICE), Рейн-Рурським S-Bahn та регіональними службами
Власне станція побудована відкритим методом, глибина закладення — 18 м, тунелі що ведуть до станції виконані тунелепрохідницьким комплексом.
Станція має чотири колії та дві острівні платформи, що мають довжину 420 м та ширину 9,4 м.
Стіни станції виконані методом стіна в ґрунті, дах перекрито скляною аркою.